# Diocèse de Tanjung Selor
Le diocèse de Tanjung Selor (en latin : Dioecesis Tanjungselorensis) est une Église particulière de l'Église catholique en Indonésie, dont le siège est à Tanjung Selor, la capitale de la province de Kalimantan du Nord.

## Histoire
Le diocèse de Tanjung Selor est érigé le 5 avril 2002 par détachement de l'archidiocèse de Samarinda dont il est un diocèse suffragant.

## Organisation
Le diocèse compte 25 paroisses dont la cathédrale Notre-Dame-de-l'Assomption de Tanjung Selor (es).
Le territoire du diocèse couvre l'ensemble de la province de Kalimantan du Nord.

## Ordinaires du diocèse

### Évêques
- Yustinus Hardjosusanto, M.S.F. (2002-2015)
- Paulinus Yan Olla, M.S.F. (depuis 2018- )

## Source
Catholic-Hierarchy